# Limp Bizkit/Diskografie
Diese Diskografie ist eine Übersicht über die musikalischen Werke der US-amerikanischen Nu-Metal-Band Limp Bizkit. Den Quellenangaben zufolge hat sie bisher mehr als 50 Millionen Tonträger verkauft, wovon sie den Schallplattenauszeichnungen zufolge allein in ihrer Heimat über 17 Millionen Tonträger verkaufte. Ihre erfolgreichste Veröffentlichung ist das zweite Studioalbum Significant Other mit über 16 Millionen verkauften Einheiten. In Deutschland konnte die Band bis heute mehr als 2,1 Millionen Tonträger vertreiben.

## Alben

### Studioalben
| Jahr | Titel Musiklabel                                                           | Höchstplatzierung, Gesamtwochen, AuszeichnungChartplatzierungen (Jahr, Titel, Musiklabel, Platzierungen, Wochen, Auszeichnungen, Anmerkungen) | Höchstplatzierung, Gesamtwochen, AuszeichnungChartplatzierungen (Jahr, Titel, Musiklabel, Platzierungen, Wochen, Auszeichnungen, Anmerkungen) | Höchstplatzierung, Gesamtwochen, AuszeichnungChartplatzierungen (Jahr, Titel, Musiklabel, Platzierungen, Wochen, Auszeichnungen, Anmerkungen) | Höchstplatzierung, Gesamtwochen, AuszeichnungChartplatzierungen (Jahr, Titel, Musiklabel, Platzierungen, Wochen, Auszeichnungen, Anmerkungen) | Höchstplatzierung, Gesamtwochen, AuszeichnungChartplatzierungen (Jahr, Titel, Musiklabel, Platzierungen, Wochen, Auszeichnungen, Anmerkungen) | Anmerkungen                                                    |
| Jahr | Titel Musiklabel                                                           | DE | AT | CH | UK | US | Anmerkungen                                                    |
| ---- | -------------------------------------------------------------------------- | --- | --- | --- | --- | --- | -------------------------------------------------------------- |
| 1997 | Three Dollar Bill, Yall$ Interscope Records (UMG)                          | — | — | — | UK50 a Gold · (10 Wo.)UK | US22 b ×2Doppelplatin · (77 Wo.)US | Erstveröffentlichung: 23. Juni 1997 Verkäufe: + 2.242.500      |
| 1999 | Significant Other Interscope Records (UMG)                                 | DE13 Gold · (60 Wo.)DE | AT7 Gold · (48 Wo.)AT | CH38 Gold · (21 Wo.)CH | UK10 Platin · (47 Wo.)UK | US1 ×7Siebenfachplatin · (103 Wo.)US | Erstveröffentlichung: 22. Juni 1999 Verkäufe: + 16.000.000     |
| 2000 | Chocolate Starfish and the Hot Dog Flavored Water Interscope Records (UMG) | DE1 Gold · (61 Wo.)DE | AT1 Platin · (50 Wo.)AT | CH4 Platin · (54 Wo.)CH | UK1 ×3Dreifachplatin · (54 Wo.)UK | US1 ×6Sechsfachplatin · (72 Wo.)US | Erstveröffentlichung: 16. Oktober 2000 Verkäufe: + 9.603.000   |
| 2003 | Results May Vary Interscope Records (UMG)                                  | DE1 Gold · (32 Wo.)DE | AT1 Gold · (31 Wo.)AT | CH6 Gold · (38 Wo.)CH | UK7 Gold · (7 Wo.)UK | US3 Platin · (32 Wo.)US | Erstveröffentlichung: 22. September 2003 Verkäufe: + 1.422.500 |
| 2011 | Gold Cobra Interscope Records (UMG)                                        | DE1 Gold · (17 Wo.)DE | AT2 (12 Wo.)AT | CH2 (12 Wo.)CH | UK30 (2 Wo.)UK | US16 (6 Wo.)US | Erstveröffentlichung: 24. Juni 2011 Verkäufe: + 126.000        |
| 2021 | Still Sucks Suretone Records (SR)                                          | DE54 (2 Wo.)DE | AT29 (2 Wo.)AT | CH35 (1 Wo.)CH | UK79 (1 Wo.)UK | US155 (1 Wo.)US | Erstveröffentlichung: 31. Oktober 2021                         |

### Livealben
| Jahr | Titel Musiklabel                       | Anmerkungen                         |
| ---- | -------------------------------------- | ----------------------------------- |
| 2008 | Rock im Park 2001 Charly Records (CHF) | Erstveröffentlichung: 28. März 2008 |

### Kompilationen
| Jahr | Titel Musiklabel                   | Höchstplatzierung, Gesamtwochen, AuszeichnungChartplatzierungen (Jahr, Titel, Musiklabel, Platzierungen, Wochen, Auszeichnungen, Anmerkungen) | Höchstplatzierung, Gesamtwochen, AuszeichnungChartplatzierungen (Jahr, Titel, Musiklabel, Platzierungen, Wochen, Auszeichnungen, Anmerkungen) | Höchstplatzierung, Gesamtwochen, AuszeichnungChartplatzierungen (Jahr, Titel, Musiklabel, Platzierungen, Wochen, Auszeichnungen, Anmerkungen) | Höchstplatzierung, Gesamtwochen, AuszeichnungChartplatzierungen (Jahr, Titel, Musiklabel, Platzierungen, Wochen, Auszeichnungen, Anmerkungen) | Höchstplatzierung, Gesamtwochen, AuszeichnungChartplatzierungen (Jahr, Titel, Musiklabel, Platzierungen, Wochen, Auszeichnungen, Anmerkungen) | Anmerkungen                                                |
| Jahr | Titel Musiklabel                   | DE | AT | CH | UK | US | Anmerkungen                                                |
| ---- | ---------------------------------- | --- | --- | --- | --- | --- | ---------------------------------------------------------- |
| 2005 | Greatest Hitz Geffen Records (UMG) | DE25 Gold · (7 Wo.)DE | AT27 (3 Wo.)AT | CH41 (3 Wo.)CH | UK78 Platin · (2 Wo.)UK | US47 (3 Wo.)US | Erstveröffentlichung: 4. November 2005 Verkäufe: + 442.500 |
| 2008 | Collected Spectrum Music (UMG)     | — | — | — | — | — | Erstveröffentlichung: 12. Mai 2008                         |

Cover zu Greatest Hitz

### Remixalben
| Jahr | Titel Musiklabel                       | Höchstplatzierung, Gesamtwochen, AuszeichnungChartplatzierungen (Jahr, Titel, Musiklabel, Platzierungen, Wochen, Auszeichnungen, Anmerkungen) | Höchstplatzierung, Gesamtwochen, AuszeichnungChartplatzierungen (Jahr, Titel, Musiklabel, Platzierungen, Wochen, Auszeichnungen, Anmerkungen) | Höchstplatzierung, Gesamtwochen, AuszeichnungChartplatzierungen (Jahr, Titel, Musiklabel, Platzierungen, Wochen, Auszeichnungen, Anmerkungen) | Höchstplatzierung, Gesamtwochen, AuszeichnungChartplatzierungen (Jahr, Titel, Musiklabel, Platzierungen, Wochen, Auszeichnungen, Anmerkungen) | Höchstplatzierung, Gesamtwochen, AuszeichnungChartplatzierungen (Jahr, Titel, Musiklabel, Platzierungen, Wochen, Auszeichnungen, Anmerkungen) | Anmerkungen                                                |
| Jahr | Titel Musiklabel                       | DE | AT | CH | UK | US | Anmerkungen                                                |
| ---- | -------------------------------------- | --- | --- | --- | --- | --- | ---------------------------------------------------------- |
| 2001 | New Old Songs Interscope Records (UMG) | DE10 (11 Wo.)DE | AT12 (10 Wo.)AT | CH32 (9 Wo.)CH | UK76 Gold · (2 Wo.)UK | US26 Gold · (30 Wo.)US | Erstveröffentlichung: 3. Dezember 2001 Verkäufe: + 615.000 |

### EPs
| Jahr | Titel Musiklabel                                           | Höchstplatzierung, Gesamtwochen, AuszeichnungChartplatzierungen (Jahr, Titel, Musiklabel, Platzierungen, Wochen, Auszeichnungen, Anmerkungen) | Höchstplatzierung, Gesamtwochen, AuszeichnungChartplatzierungen (Jahr, Titel, Musiklabel, Platzierungen, Wochen, Auszeichnungen, Anmerkungen) | Höchstplatzierung, Gesamtwochen, AuszeichnungChartplatzierungen (Jahr, Titel, Musiklabel, Platzierungen, Wochen, Auszeichnungen, Anmerkungen) | Höchstplatzierung, Gesamtwochen, AuszeichnungChartplatzierungen (Jahr, Titel, Musiklabel, Platzierungen, Wochen, Auszeichnungen, Anmerkungen) | Höchstplatzierung, Gesamtwochen, AuszeichnungChartplatzierungen (Jahr, Titel, Musiklabel, Platzierungen, Wochen, Auszeichnungen, Anmerkungen) | Anmerkungen                                          |
| Jahr | Titel Musiklabel                                           | DE | AT | CH | UK | US | Anmerkungen                                          |
| ---- | ---------------------------------------------------------- | --- | --- | --- | --- | --- | ---------------------------------------------------- |
| 2005 | The Unquestionable Truth (Part 1) Interscope Records (UMG) | DE4 (5 Wo.)DE | AT17 (5 Wo.)AT | CH8 (6 Wo.)CH | UK71 (1 Wo.)UK | US24 (4 Wo.)US | Erstveröffentlichung: 1. Mai 2005 Verkäufe: + 37.000 |

## Singles

### Als Leadmusiker
| Jahr | Titel Album                                                                  | Höchstplatzierung, Gesamtwochen, AuszeichnungChartplatzierungen (Jahr, Titel, Album, Platzierungen, Wochen, Auszeichnungen, Anmerkungen) | Höchstplatzierung, Gesamtwochen, AuszeichnungChartplatzierungen (Jahr, Titel, Album, Platzierungen, Wochen, Auszeichnungen, Anmerkungen) | Höchstplatzierung, Gesamtwochen, AuszeichnungChartplatzierungen (Jahr, Titel, Album, Platzierungen, Wochen, Auszeichnungen, Anmerkungen) | Höchstplatzierung, Gesamtwochen, AuszeichnungChartplatzierungen (Jahr, Titel, Album, Platzierungen, Wochen, Auszeichnungen, Anmerkungen) | Höchstplatzierung, Gesamtwochen, AuszeichnungChartplatzierungen (Jahr, Titel, Album, Platzierungen, Wochen, Auszeichnungen, Anmerkungen) | Anmerkungen                                                                      | [↑]: gemeinsam behandelt mit vorhergehendem Eintrag; [←]: in beiden Charts platziert |
| Jahr | Titel Album                                                                  | DE | AT | CH | UK | US | Anmerkungen                                                                      |                                                                                      |
| ---- | ---------------------------------------------------------------------------- | --- | --- | --- | --- | --- | -------------------------------------------------------------------------------- | ------------------------------------------------------------------------------------ |
| 1997 | Counterfeit Three Dollar Bill, Yall$                                         | — | — | — | — | — | Erstveröffentlichung: 26. August 1997                                            |                                                                                      |
| 1999 | Nookie Significant Other                                                     | — | — | — | UK— SilberUK | US80 (11 Wo.)US | Erstveröffentlichung: 15. Juni 1999 Verkäufe: + 200.000                          |                                                                                      |
| 1999 | Re-Arranged Significant Other                                                | — | — | — | — | US88 (18 Wo.)US | Erstveröffentlichung: 12. Oktober 1999                                           |                                                                                      |
| 1999 | N 2 Gether Now Significant Other                                             | DE42 Gold (Break Stuff) · (10 Wo.)DE | — | CH95 (3 Wo.)CH | — | US73 (11 Wo.)US | Erstveröffentlichung: 9. November 1999 feat. Method Man                          |                                                                                      |
| 2000 | Break Stuff Significant Other[DE: ↑]                                         | DE42 Gold (Break Stuff) · (10 Wo.)DE | —[CH: ↑] | CH95 (3 Wo.)CH | UK— PlatinUK | — | Erstveröffentlichung: 20. März 2000 Verkäufe: + 960.000                          |                                                                                      |
| 2000 | Take a Look Around Chocolate Starfish and the Hot Dog Flavored Water         | DE4 Gold · (17 Wo.)DE | AT4 Gold · (18 Wo.)AT | CH7 (25 Wo.)CH | UK3 Platin · (18 Wo.)UK | — | Erstveröffentlichung: 6. Juni 2000 Verkäufe: + 1.110.070                         |                                                                                      |
| 2000 | Rollin’ (Air Raid Vehicle) Chocolate Starfish and the Hot Dog Flavored Water | DE10 Gold · (14 Wo.)DE | AT10 (17 Wo.)AT | CH21 (14 Wo.)CH | UK1 ×2Doppelplatin · (13 Wo.)UK | US65 (17 Wo.)US | Erstveröffentlichung: 10. Oktober 2000 Verkäufe: + 1.590.000                     |                                                                                      |
| 2000 | My Generation Chocolate Starfish and the Hot Dog Flavored Water              | DE23 (9 Wo.)DE | AT19 (10 Wo.)AT | CH23 (12 Wo.)CH | UK15 Silber · (10 Wo.)UK | — | Erstveröffentlichung: 30. Oktober 2000 Verkäufe: + 200.000                       |                                                                                      |
| 2001 | My Way Chocolate Starfish and the Hot Dog Flavored Water                     | DE38 (9 Wo.)DE | AT51 (5 Wo.)AT | CH99 (2 Wo.)CH | UK6 Platin · (10 Wo.)UK | US75 (14 Wo.)US | Erstveröffentlichung: 6. Januar 2001 Verkäufe: + 600.000                         |                                                                                      |
| 2001 | Boiler Chocolate Starfish and the Hot Dog Flavored Water                     | DE50 (9 Wo.)DE | AT44 (6 Wo.)AT | CH57 (3 Wo.)CH | UK18 (5 Wo.)UK | — | Erstveröffentlichung: 22. Oktober 2001                                           |                                                                                      |
| 2003 | Eat You Alive Results May Vary                                               | DE13 (9 Wo.)DE | AT16 (10 Wo.)AT | CH31 (6 Wo.)CH | UK10 (8 Wo.)UK | — | Erstveröffentlichung: 15. September 2003                                         |                                                                                      |
| 2003 | Behind Blue Eyes Results May Vary                                            | DE2 ×2Doppelplatin · (25 Wo.)DE | AT3 (27 Wo.)AT | CH5 Gold · (35 Wo.)CH | UK18 Gold · (9 Wo.)UK | US71 Gold · (11 Wo.)US | Erstveröffentlichung: 23. November 2003 Verkäufe: + 1.705.000; Original: The Who |                                                                                      |
| 2005 | Home Sweet Home / Bittersweet Symphony Greatest Hitz                         | DE45 (9 Wo.)DE | AT44 (4 Wo.)AT | CH96 (1 Wo.)CH | — | — | Erstveröffentlichung: 25. November 2005 Original: Mötley Crüe / The Verve        |                                                                                      |
| 2012 | Lightz (City of Angels) –                                                    | — | — | — | — | — | Erstveröffentlichung: 26. Oktober 2012                                           |                                                                                      |
| 2013 | Ready to Go –                                                                | — | — | — | — | — | Erstveröffentlichung: 24. März 2013 feat. Lil Wayne                              |                                                                                      |
| 2014 | Endless Slaughter –                                                          | — | — | — | — | — | Erstveröffentlichung: 1. August 2014                                             |                                                                                      |
| 2021 | Dad Vibes Still Sucks                                                        | — | — | — | — | — | Erstveröffentlichung: 30. September 2021                                         |                                                                                      |

### Als Gastmusiker
| Jahr | Titel Album                       | Anmerkungen                                                                                  |
| ---- | --------------------------------- | -------------------------------------------------------------------------------------------- |
| 2012 | Here We Are (Champions) Rich Gang | Erstveröffentlichung: 14. September 2012 Kevin Rudolf feat. Limp Bizkit, Birdman & Lil Wayne |
| 2014 | Back Up (W.B.C. Remix) Remake     | Erstveröffentlichung: 2014 DMX & Ice Cube feat. Limp Bizkit                                  |

## Videoalben und Musikvideos

### Videoalben
| Jahr | Titel Musiklabel                       | Höchstplatzierung, Gesamtwochen, AuszeichnungChartplatzierungen (Jahr, Titel, Musiklabel, Platzierungen, Wochen, Auszeichnungen, Anmerkungen) | Höchstplatzierung, Gesamtwochen, AuszeichnungChartplatzierungen (Jahr, Titel, Musiklabel, Platzierungen, Wochen, Auszeichnungen, Anmerkungen) | Höchstplatzierung, Gesamtwochen, AuszeichnungChartplatzierungen (Jahr, Titel, Musiklabel, Platzierungen, Wochen, Auszeichnungen, Anmerkungen) | Höchstplatzierung, Gesamtwochen, AuszeichnungChartplatzierungen (Jahr, Titel, Musiklabel, Platzierungen, Wochen, Auszeichnungen, Anmerkungen) | Höchstplatzierung, Gesamtwochen, AuszeichnungChartplatzierungen (Jahr, Titel, Musiklabel, Platzierungen, Wochen, Auszeichnungen, Anmerkungen) | Anmerkungen                                                                         |
| Jahr | Titel Musiklabel                       | DE | AT | CH | UK | US | Anmerkungen                                                                         |
| ---- | -------------------------------------- | --- | --- | --- | --- | --- | ----------------------------------------------------------------------------------- |
| 2005 | Greatest Videoz Geffen Records (UMG)   | DE*DE | — | CH*CH | — | US39 (1 Wo.)US | Erstveröffentlichung: 8. November 2005 * Verkäufe werden Greatest Hitz hinzuaddiert |
| 2008 | Rock im Park 2001 Charly Records (CHF) | — | — | — | — | — | Erstveröffentlichung: 28. März 2008                                                 |

### Musikvideos
| Jahr | Titel                                  | Regie                          |
| ---- | -------------------------------------- | ------------------------------ |
| 1997 | Counterfeit                            | Jonathan Craven, Roger Pistole |
| 1998 | Counterfeit (Lethal Dose Mix)          | Michael McNamara               |
| 1998 | Sour                                   | Fred Durst, Roger Pistole      |
| 1998 | Faith                                  | Fred Durst                     |
| 1999 | Nookie                                 | Fred Durst, Steve Paley        |
| 1999 | Re-Arranged                            | Fred Durst                     |
| 1999 | N 2 Gether Now                         | Fred Durst                     |
| 2000 | Break Stuff                            | Fred Durst                     |
| 2000 | Take a Look Around                     | Fred Durst                     |
| 2000 | Rollin’ (Air Raid Vehicle)             | Fred Durst                     |
| 2000 | My Generation                          | Fred Durst                     |
| 2001 | My Way                                 | Fred Durst                     |
| 2001 | Boiler                                 | Fred Durst, Dave Meyers        |
| 2003 | Eat You Alive                          | Fred Durst                     |
| 2003 | Behind Blue Eyes                       | Fred Durst                     |
| 2005 | The Truth                              | Fred Durst                     |
| 2005 | Home Sweet Home / Bittersweet Symphony | Fred Durst                     |
| 2011 | Gold Cobra                             | Fred Durst                     |
| 2012 | Lightz (City of Angels)                | Fred Durst                     |
| 2013 | Ready to Go                            | Fred Durst                     |
| 2014 | Endless Slaughter                      | Fred Durst                     |
| 2023 | Out of Style                           | Fred Durst, Marc Klasfeld      |

## Promoveröffentlichungen
| Jahr | Titel Album                                                                         | Anmerkungen                                                               |
| ---- | ----------------------------------------------------------------------------------- | ------------------------------------------------------------------------- |
| 1997 | Nobody Loves Me Three Dollar Bill, Yall$                                            | Erstveröffentlichung: 1997                                                |
| 1998 | Sour Three Dollar Bill, Yall$                                                       | Erstveröffentlichung: 1998                                                |
| 1998 | Faith Three Dollar Bill, Yall$                                                      | Erstveröffentlichung: 31. Oktober 1998 Original: George Michael           |
| 2000 | It’s Like That Y’all Chocolate Starfish and the Hot Dog Flavored Water (Bonus Disc) | Erstveröffentlichung: 2000 feat. Run-D.M.C.                               |
| 2000 | Getcha Groove On Chocolate Starfish and the Hot Dog Flavored Water                  | Erstveröffentlichung: 2000 feat. Xzibit                                   |
| 2003 | Crack Addict –                                                                      | Erstveröffentlichung: 30. März 2003 Original: Spoonie Gee – Spoonin G Rap |
| 2003 | Phenomenon Results May Vary                                                         | Erstveröffentlichung: 2003                                                |
| 2003 | Red Light-Green Light Results May Vary                                              | Erstveröffentlichung: 2003 feat. Snoop Dogg                               |
| 2003 | Armpit Mental Aquaducts                                                             | Erstveröffentlichung: 2003                                                |
| 2003 | Let It Go –                                                                         | Erstveröffentlichung: 2003                                                |
| 2004 | Build a Bridge Results May Vary                                                     | Erstveröffentlichung: 2004                                                |
| 2005 | The Truth The Unquestionable Truth (Part 1)                                         | Erstveröffentlichung: 2005                                                |
| 2010 | Why Try Gold Cobra                                                                  | Erstveröffentlichung: 2010                                                |
| 2010 | Walking Away Gold Cobra                                                             | Erstveröffentlichung: August 2010                                         |
| 2011 | Shotgun Gold Cobra                                                                  | Erstveröffentlichung: 13. Mai 2011                                        |
| 2011 | Gold Cobra                                                                          | Erstveröffentlichung: 7. Juni 2011                                        |
| 2013 | Thieves –                                                                           | Erstveröffentlichung: 1. November 2013 Original: Ministry                 |

## Sonderveröffentlichungen

### Alben
| Jahr | Titel Musiklabel                                                                               | Anmerkungen                                                     |
| ---- | ---------------------------------------------------------------------------------------------- | --------------------------------------------------------------- |
| 2011 | Icon Geffen Records (UMG)                                                                      | Erstveröffentlichung: 8. Juli 2011 Teil der „Icon“-Reihe        |
| 2011 | Chocolate Starfish and the Hot Dog Flavored Water + Significant Other Interscope Records (UMG) | Erstveröffentlichung: 28. Oktober 2011 Teil der „2-for-1“-Reihe |

| Jahr | Titel Musiklabel                           | Anmerkungen                             |
| ---- | ------------------------------------------ | --------------------------------------- |
| 1995 | Mental Aquaducts Selbstverlag              | Erstveröffentlichung: 22. November 1995 |
| 1996 | Three Dollar Bill Y’all Selbstverlag       | Erstveröffentlichung: 1996              |
| 1999 | Significant Demos in the Hell Selbstverlag | Erstveröffentlichung: 1999              |

### Lieder
| Jahr | Titel Album                                                 | Anmerkungen                                                                             |
| ---- | ----------------------------------------------------------- | --------------------------------------------------------------------------------------- |
| 2013 | Here We Are (Champions) Rich Gang (Best Buy Deluxe Edition) | Erstveröffentlichung: 23. Juli 2013 Kevin Rudolf feat. Limp Bizkit, Birdman & Lil Wayne |
| 2013 | Sunshine Rich Gang                                          | Erstveröffentlichung: 23. Juli 2013 Birdman feat. Limp Bizkit, Flo Rida & Caskey        |
| 2014 | Back Up (W.B.C. Remix) Remake                               | Erstveröffentlichung: 2014 DMX & Ice Cube feat. Limp Bizkit                             |

## Statistik

### Chartauswertung
|                     | DE    | AT    | CH    | UK    | US    |
| ------------------- | ----- | ----- | ----- | ----- | ----- |
| Nummer-eins-Alben   | DE3DE | AT2AT | CH—CH | UK1UK | US2US |
| Top-10-Alben        | DE5DE | AT4AT | CH4CH | UK3UK | US3US |
| Alben in den Charts | DE8DE | AT8AT | CH8CH | UK9UK | US9US |

|                       | DE    | AT    | CH    | UK    | US    |
| --------------------- | ----- | ----- | ----- | ----- | ----- |
| Nummer-eins-Singles   | DE—DE | AT—AT | CH—CH | UK1UK | US—US |
| Top-10-Singles        | DE3DE | AT3AT | CH2CH | UK4UK | US—US |
| Singles in den Charts | DE9DE | AT8AT | CH9CH | UK7UK | US6US |

|                          | DE    | AT    | CH    | UK    | US    |
| ------------------------ | ----- | ----- | ----- | ----- | ----- |
| Nummer-eins-Videoalben   | DE—DE | AT—AT | CH—CH | UK—UK | US—US |
| Top-10-Videoalben        | DE—DE | AT—AT | CH—CH | UK—UK | US—US |
| Videoalben in den Charts | DE—DE | AT—AT | CH—CH | UK—UK | US1US |

### Auszeichnungen für Musikverkäufe
| Land/RegionAuszeichnungen für Musikverkäufe (Land/Region, Auszeichnungen, Verkäufe, Quellen) | Silber     | Gold       | Platin       | Verkäufe    | Quellen                                                        |
| -------------------------------------------------------------------------------------------- | ---------- | ---------- | ------------ | ----------- | -------------------------------------------------------------- |
| Argentinien (CAPIF)                                                                          | —          | 2× Gold2   | —            | 40.000      | capif.org.ar (Memento vom 6. Juli 2011 im Internet Archive)    |
| Australien (ARIA)                                                                            | —          | 3× Gold3   | 9× Platin9   | 735.000     | aria.com.au                                                    |
| Belgien (BRMA)                                                                               | —          | 2× Gold2   | Platin1      | 100.000     | ultratop.be                                                    |
| Brasilien (PMB)                                                                              | —          | 2× Gold2   | —            | 130.000     | pro-musicabr.org.br BR2                                        |
| Chile (IFPI)                                                                                 | —          | Gold1      | —            | 15.000      | Einzelnachweise                                                |
| Dänemark (IFPI)                                                                              | —          | 3× Gold3   | —            | 115.000     | ifpi.dk                                                        |
| Deutschland (BVMI)                                                                           | —          | 8× Gold8   | 2× Platin2   | 2.100.000   | musikindustrie.de                                              |
| Europa (IFPI)                                                                                | —          | —          | 3× Platin3   | (3.000.000) | ifpi.org                                                       |
| Finnland (IFPI)                                                                              | —          | Gold1      | Platin1      | 57.272      | ifpi.fi                                                        |
| Frankreich (SNEP)                                                                            | Silber1    | Gold1      | —            | 225.000     | infodisc.fr snepmusique.com                                    |
| Italien (FIMI)                                                                               | —          | 2× Gold2   | —            | 75.000      | fimi.it                                                        |
| Japan (RIAJ)                                                                                 | —          | 2× Gold2   | Platin1      | 400.000     | riaj.or.jp                                                     |
| Kanada (MC)                                                                                  | —          | —          | 13× Platin13 | 1.300.000   | musiccanada.com                                                |
| Mexiko (AMPROFON)                                                                            | —          | Gold1      | 2× Platin2   | 375.000     | amprofon.com.mx                                                |
| Neuseeland (RMNZ)                                                                            | —          | 3× Gold3   | 16× Platin16 | 352.500     | aotearoamusiccharts.co.nz NZ2                                  |
| Niederlande (NVPI)                                                                           | —          | —          | 2× Platin2   | 160.000     | nvpi.nl                                                        |
| Norwegen (IFPI)                                                                              | —          | Gold1      | —            | 5.000       | ifpi.no (Memento vom 5. November 2012 im Internet Archive)     |
| Österreich (IFPI)                                                                            | —          | 3× Gold3   | Platin1      | 115.000     | ifpi.at                                                        |
| Polen (ZPAV)                                                                                 | —          | Gold1      | —            | 50.000      | olis.pl                                                        |
| Russland (NFPF)                                                                              | —          | 2× Gold2   | —            | 20.000      | 2m-online.ru                                                   |
| Schweden (IFPI)                                                                              | —          | Gold1      | —            | 40.000      | sverigetopplistan.se                                           |
| Schweiz (IFPI)                                                                               | —          | 3× Gold3   | Platin1      | 120.000     | hitparade.ch                                                   |
| Spanien (Promusicae)                                                                         | —          | Gold1      | —            | 50.000      | elportaldemusica.es                                            |
| Ungarn (MAHASZ)                                                                              | —          | Gold1      | —            | 25.000      | slagerlistak.hu                                                |
| Uruguay (CUD)                                                                                | —          | Gold1      | —            | 3.000       | cudisco.org (Memento vom 16. Februar 2005 im Internet Archive) |
| Vereinigte Staaten (RIAA)                                                                    | —          | 2× Gold2   | 16× Platin16 | 17.053.000  | riaa.com                                                       |
| Vereinigtes Königreich (BPI)                                                                 | 2× Silber2 | 4× Gold4   | 10× Platin10 | 5.600.000   | bpi.co.uk                                                      |
| Insgesamt                                                                                    | 3× Silber3 | 51× Gold51 | 78× Platin78 |             |                                                                |